# Skarde
Skarde is een plaats in de Noorse gemeente Ullensvang, provincie Vestland. Skarde telt 326 inwoners (2007) en heeft een oppervlakte van 0,44 km².